# August Klipstein
August Maria Klipstein (* 1885 in Gent; † 4. April 1951 in Bern) war ein Schweizer Kunsthistoriker und Kunsthändler.

## Leben und Wirken
Klipstein war der Sohn eines hessischen Kaufmanns und Bruder des Künstlers Felix Klipstein (1880–1941). 1911 unternahm er eine Studienreise mit Le Corbusier. Er arbeitete ab 1914 für die Kunsthandelsfirma F. A. C. Prestel in Frankfurt am Main, für die er die Kataloge der Druckgraphik bearbeitete. Er studierte Kunstgeschichte und wurde 1916 an der Universität Bern mit der Dissertation Die Persistenz gotischer Kunstanschauung und gotische Rückfallserscheinungen in der Entwicklung der Renaissance des italienischen Quattrocento promoviert.
Mit Richard Gutekunst, dem Sohn des Grafikhändlers H. G. Gutekunst in Stuttgart, gründete er in Bern im Jahr 1919 die Firma Gutekunst und Klipstein, die sich auf moderne Grafiken spezialisierte.  Zu seinen Kunden gehörte unter anderem auch Hildebrand Gurlitt. In einer Geheimaktion vermittelte Klipstein 1939 mit Hildebrand Gurlitt mehrere Gemälde Wassili Kandinskys in die Vereinigten Staaten, die von den Nationalsozialisten als „entartete Kunst“ beschlagnahmt worden waren.
Mit dem Eintritt Eberhard W. Kornfelds hiess die Firma Kornfeld und Klipstein; nach Klipsteins Tod im Jahr 1951 übernahm Eberhard W. Kornfeld die Firma, die fortan als Galerie Kornfeld firmierte.
Klipstein verfasste ein Verzeichnis des graphischen Werks von Käthe Kollwitz für die Jahre 1890 bis 1912 unter Verwendung des 1913 erschienenen Œuvrekatalogs von Johannes Sievers.

## Schriften
- mit Albert Müller, Raoul Nicolas (Hrsg.): Die schöne alte Schweiz. Die Kunst der Schweizer Kleinmeister. Albert Müller Verlag, Zürich/Leipzig 1926.
- Fritz Pauli. Radierungen. Einleitung und Text von Paul Schaffner. Eugen Rentsch, Erlenbach-Zürich, 1926.
- mit Karl Simon Wilhelm Altheim. Sein Leben und sein Werk von Karl Simon. Mit einem Katalog seiner graphischen Arbeiten von August Klipstein. Frankfurter Kunstverein, Frankfurt am Main 1927.
- Käthe Kollwitz: Verzeichnis des graphischen Werkes. Galerie St. Etienne, New York 1955; (Englische Ausgabe: The Graphic Work of Käthe Kollwitz: Complete Illustrated Catalogue. New York: Galerie St. Etienne, 1955.)